# مداکت (ماساچوست)
مداکت (به انگلیسی: Madaket) یک منطقهٔ مسکونی در ایالات متحده آمریکا است که در نانتاکت واقع شده‌است. مداکت ۷٫۹۲ متر بالاتر از سطح دریا واقع شده‌است.